# Le Médecin d'Ispahan

Le Médecin d'Ispahan est un roman de Noah Gordon paru en 1986 en anglais puis en français en 1990.

## L’histoire
Le roman raconte l’histoire d’un jeune garçon nommé Robert Jeremy Cole. Né à Londres au XIe siècle dans une famille dont le père est un charpentier au chômage et où tout l'argent provient d'une mère couturière. Robert Cole est doté d'un fabuleux don qui consiste à sentir chez un patient la mort approcher en lui prenant la main. Cette sensation lui vint un peu avant la mort de ses parents. 
Orphelin, il est recueilli à l'âge de dix ans par un barbier-chirurgien qui lui enseigne la jonglerie ainsi que les bases de la médecine itinérante. Rob Cole apprend après la mort de son maître qu’à Ispahan, en Perse, existe la meilleure école de médecine et le meilleur médecin du monde nommé Ibn Sina - alias Avicenne. Rob étant chrétien, il ne peut avoir accès à cette école, et se fait passer pour juif sous le nom de Jesse Ben Benjamin, plutôt que d'aller étudier à Tolède, car il souhaite apprendre auprès du meilleur.
Beaucoup de détails sur la ville de Londres au XIe siècle, ainsi que sur la façon de voyager à cette époque sont présents dans le livre. De Londres à Ispahan, en passant par Constantinople, un parcours de découverte humaine et médicale s'ouvre à Rob au fur et à mesure du roman, le tout dans un contexte historique très détaillé. Rob finit par s'installer à Ispahan, par se marier, et par devenir élève de Ibn Sina. Mais son amitié avec le Chah de la région l'amènera à douter de son entreprise plus qu'il ne l'aurait imaginé ; seule la détermination d'apprendre auprès du grand médecin poussera Rob à aller jusqu'au bout.

## Détails
Outre le fait que c'est un roman, l'auteur a fait des recherches pour transposer au mieux la réalité de l'époque aux détails du livre en lui-même.
Ainsi, dans son descriptif de la ville de Londres, ou même du chemin que le jeune Cole prend à travers l'Europe de l'époque, il est facile pour le lecteur de s'y retrouver et de vivre au XIe siècle, et même de se prendre pour le personnage principal.
On peut se placer aussi facilement sur la chaise d'un barbier et subir ses arrachages de dents, ou voir les potions qui sont en vente.

## À lire aussi
Noha Gordon a donné une suite au Médecin d'Ispahan, par la sortie de deux livres représentants deux époques différentes, avec en héros les descendants de Rob Cole. Ce qui donne une très bonne trilogie.
- Shaman - Sortie en 1992 en anglais et en 1993 en français - La descendance de Rob J. Cole, et cela se passe au XIXe siècle aux États-Unis.

- Dr Cole, Une femme médecin de campagne - Sortie en 1995 en anglais et en 1996 en français  - La suite et fin de la lignée (pour l'instant) du jeune Rob J. Cole, mais cette fois, de nos jours.

## Adaptation
Le roman est adapté pour le cinéma en 2013 par Philipp Stölzl sous le titre L'Oracle, Der Medicus en version originale.